# 京都魚市場
京都魚市場株式会社（きょうとうおいちば）は、京都市に存在した企業。現在は大水と合併し京都支社である。
京都中央市場の代表的荷受会社であった。略称「魚市」。
福岡・長崎・下関に出張所があった。

## 概要
1947年（昭和22年）11月5日、京都中央魚類統制株式会社の再編成計画に基づき創立（京都中央卸売市場にて設立された）。
1947年（昭和22年）11月21日、創業開始。
鮮魚介および加工水産物の受託ならびに買付販売を行っていた。

## 事業内容
水産物全般（鮮魚・冷凍魚・鯨肉・塩干魚・加工食品他）の売買及び販売の受託。冷蔵保管及び倉庫業。

## 沿革
- 昭和29年06月 - 同業卸売人京都魚荷受株式会社を合併
- 昭和35年10月 - 京都大水廃業に際し同社あて委託品の販売を受け継ぐ
- 昭和35年11月 - 丹波口魚株式会社の業務を継承
- 昭和44年01月 - 京都魚類株式会社と合併
- 平成13年10月 - 大水に吸収合併、この合併により子会社であった株式会社京都興産及び丸魚食品株式会社を大水の子会社化。